# Hamilton County (Ohio)
 For alternative betydninger, se Hamilton County. (Se også artikler, som begynder med Hamilton County)
Hamilton County er et county i den amerikanske delstat Ohio. Amtet ligger i det sydvestlige hjørne af delstaten, og det grænser op imod Butler County i nord, Warren County i nordøst og mod Clermont County i øst. Amtet grænser også op imod delstaterne Kentucky i syd og Indiana i vest.
Hamilton Countys totale areal er 1.069 km², hvoraf 14 km² er vand. I 2000 havde amtet 84.303 indbyggere.
Amtets administration ligger i byen Cincinnati. Det er Ohios tredjestørste amt.
Amtet blev grundlagt i 1790, og det har fået sit navn efter Alexander Hamilton, som var USA's første finansminister.

## Demografi
Ifølge folketællingen fra 2000 boede der 845,303 personer i amtet. Der var 346,790 husstande med 11,790 familier. Befolkningstætheden var 801 personer pr. km². Befolkningens etniske sammensætning var som følger: 72.93 % hvide, 23.43% afroamerikanere.
Der var 346.790 husstande, hvoraf 30.20 % havde børn under 18 år boende. 43.40 % var ægtepar, som boede sammen, 14.30 % havde en enlig kvindelig forsøger som beboer, og 38.70 % var ikke-familier. 32.90 % af alle husstande bestod af enlige, og i 10.60 % af tilfældene boede der en person som var 65 år eller ældre.
Gennemsnitsindkomsten for en husstand var $40,964 årligt, mens gennemsnitsindkomsten for en familie var på $53,449 årligt.